# Doesn't Really Matter
„Doesn't Really Matter” este un cântec al interpretei americane Janet Jackson. Piesa a fost compusă de Jimmy Jam și Terry Lewis și Jackson, fiind inclusă pe cel de-al șaptelea material discografic de studio al artistei, All for You. „Doesn't Really Matter” a ocupat locul 1 Statele Unite ale Americii și locul 5 în Regatul Unit.

## Clasamente
| Clasament                       | Poziția maximă | Referință |
| ------------------------------- | -------------- | --------- |
| Australian Singles Chart        | 28             | [ 2 ]     |
| Belgian Singles Chart (Flandra) | 28             | [ 2 ]     |
| Belgian Singles Chart (Valonia) | 13             | [ 2 ]     |
| Canadian Hot 100                | 6              | [ 3 ]     |
| Dutch Singles Chart             | 15             | [ 2 ]     |
| France Singles Chart            | 40             | [ 2 ]     |
| German Singles Chart            | 23             | [ 4 ]     |
| Italy Singles Chart             | 10             | [ 2 ]     |
| Norway Singles Chart            | 13             | [ 2 ]     |
| New Zealand Singles Chart       | 27             | [ 2 ]     |
| Swedish Singles Chart           | 14             | [ 2 ]     |
| Swiss Singles Chart             | 17             | [ 2 ]     |
| UK Singles Chart                | 5              | [ 5 ]     |
| U.S. Billboard Hot 100          | 1              | [ 3 ]     |